# Chrysogorgia herdendorfi
Chrysogorgia herdendorfi is een zachte koraalsoort uit de familie Chrysogorgiidae. De koraalsoort komt uit het geslacht Chrysogorgia. Chrysogorgia herdendorfi werd in 2001 voor het eerst wetenschappelijk beschreven door Cairns.